# Philippine-Airlines-Flug 143
Am 11. Mai 1990 brannte auf dem Philippine-Airlines-Flug 143 (Flugnummer: PR143) eine Boeing 737-300 der Philippine Airlines vor dem Start vom Flughafen Manila infolge einer Tankexplosion aus, während sie für den Start vorbereitet wurde. Von den 120 an Bord befindlichen Personen kamen 8 ums Leben.

## Flugzeug
Die Boeing 737-300 mit dem Luftfahrzeugkennzeichen EI-BZG war im Oktober 1989 neu an die irische Leasingfirma Guinness Peat Aviation (GPA) ausgeliefert und an Philippine Airlines vermietet worden. Zum Zeitpunkt des Unfalls war sie 9 Monate alt. Die Maschine hatte die Seriennummer 24466. Es handelte sich um die 1771. produzierte Boeing 737, montiert wurde sie im Boeing-Werk in Renton, Washington. Die Maschine war mit zwei CFM-International-CFM56-Triebwerken ausgestattet.

## Unfallverlauf
Am 11. Mai 1990 hatte die Maschine für das Boarding bei Temperaturen von 35 °C rund 45 Minuten lang mit laufender Klimaanlage am Flughafen Manila gestanden. Als alle Passagiere zugestiegen waren und ein Pushback durchgeführt wurde, kam es plötzlich zu mehreren Explosionen mit anschließendem Brand. Sofort wurde eine Evakuierung der Maschine eingeleitet. Von den 120 Personen an Bord konnten 112 die brennende Maschine über die Notrutschen verlassen, acht Passagiere kamen ums Leben.

## Ursache
Der Vorsitzende der Philippinischen Luftfahrtbehörde, Oscar Alejandro, erklärte nach dem Unfall, dass die Triebwerke zum Zeitpunkt der Explosionen nicht liefen.
Da keine Spuren einer Bombe oder eines Zünders gefunden werden konnten, stellten die Flugunfallermittler als wahrscheinlichste Ursache des Unfalls entzündete Kerosindämpfe fest, die durch eine defekte Verkabelung und die starke Aufheizung der Tanks durch die direkt daneben befindlichen Aggregate der Klimaanlage entstanden waren. Die Maschine stand zuvor mit laufender Klimaanlage etwa 45 Minuten bei 35 Grad Celsius in der Sonne. Zudem war der Center Wing Tank seit zwei Monaten nicht mehr befüllt worden, was zum Vorhandensein von Kerosindämpfen in diesem Tank geführt haben könne. Da sie Scheuerstellen im Bereich der Verkabelung feststellten, empfahlen die NTSB-Ermittler der FAA, eine Lufttüchtigkeitsanweisung zu veröffentlichen, die Flugzeugbesitzer dazu aufruft, Treibstoffpumpen, Schwimmerschalter und Verkabelung zu überprüfen. Außerdem empfahl man, an den Flugzeugen eine Vorrichtung installieren zu lassen, die den Tank mit Stickstoff füllt, sobald Kraftstoff verbraucht wird (inerting system), um den Sauerstoff zu verdrängen und damit zu vermeiden, dass ein explosionsfähiges Luft-Treibstoff-Gemisch entstehen kann. Die FAA weigerte sich, eine solche Anweisung zu veröffentlichen. Sechs Jahre später stürzte eine Boeing 747 auf dem TWA-Flug 800 unter ähnlichen Umständen ab, wobei 230 Menschen starben.